# Tachiraptor
Tachiraptor admirabilis
Genre
Espèce
Tachiraptor est un genre éteint de petits dinosaures théropodes découvert au Venezuela, près de la frontière avec la Colombie, dans un niveau de la formation géologique de la Quinta daté du Jurassique inférieur (Hettangien), âgé d'il y a environ 200 millions d'années. 
Les seuls fossiles récupérés sont un tibia droit et un ischion gauche. L'espèce type, et seule espèce, est Tachiraptor admirabilis, décrite en 2014.

## Description
La longueur de ce prédateur bipède est estimée, par ses inventeurs, à environ 1,5 mètre.